# Mortoniodendron vestitum
Mortoniodendron vestitum là một loài thực vật có hoa trong họ Cẩm quỳ. Loài này được Lundell mô tả khoa học đầu tiên năm 1965.